# 15,2 cm kanon M/03
15,2 cm kanon M/03 var en Boforstillverkad sjöartilleripjäs vilken utgjorde den sekundära bestyckningen på det svenska pansarskeppet HMS Oscar II samt huvudbeväpning på pansarkryssaren HMS Fylgia.
Pjäsen var uppställd i pansrade dubbeltorn och var försedd med ammunitionshissar från durkarna. Kanonerna återanvändes inom Kustartilleriet som fast artilleri, bland annat på Oscars II:s fort.